# Thiaminpyrophosphokinase
Thiaminpyrophosphokinase (TPK) ist das Enzym, das die Umwandlung von Thiamin (Vitamin B1) in Thiaminpyrophosphat (TPP) katalysiert. Diese Phosphorylierung ist notwendig, da Thiamin selbst keine Verwendung im Stoffwechsel hat. TPK kommt in allen Eukaryoten vor, im Menschen ist es besonders in Herz, Nieren, Hoden, Dünndarm und Leukozyten lokalisiert.
Varianten des Enzyms sind möglicherweise mit Unterschieden im Geburtsgewicht assoziiert. Die Regulation von TPK erfolgt über das Sp1 cis-Element.

## Katalysierte Reaktion
+ ATP  {\displaystyle \rightleftharpoons }   + AMP
Thiamin wird zu TPP phosphoryliert. Als Kofaktor ist Magnesium notwendig. Auch Pyrithiamin wird als Substrat akzeptiert.